# IPad (sesta generazione)
L'iPad di sesta generazione (chiamato anche iPad 6 o iPad 2018) è un tablet prodotto dalla Apple Inc, presentato il 27 marzo 2018 in un evento a sfondo scolastico a Chicago trasmesso sul sito ufficiale. Il display ha una dimensione di 9,7 pollici, con una nuova CPU Apple A10 Fusion.
Si tratta sostanzialmente di una revisione del precedente modello del 2017, aggiornata con il supporto per la Apple Pencil (prima generazione).
Questo nuovo iPad è stato pensato appositamente per l'istruzione, ma si presta bene anche per un utilizzo professionale o domestico, per esempio usarlo per editing professionale o guardare contenuti multimediali. Da sempre l'iPad è visto come un grande strumento scolastico e con questo aggiornamento dell'hardware, soprattutto il supporto ad Apple Pencil, Apple riesce ad affermare ancora di più il suo iPad nel campo dell'educazione. Inoltre, Apple ha diminuito il prezzo di vendita da 409 a 359 euro per agevolare le vendite.
L'ultima versione di iPadOS compatibile con l'iPad di sesta generazione è la 17, rilasciata il 17 settembre 2023.
L'hardware dell'iPad è quasi identico alla generazione precedente, ad eccezione di alcuni aggiornamenti, come il supporto ad Apple Pencil e il processore più potente, l'Apple A10 Fusion, con 2 gigabyte di RAM. Le dimensioni sono identiche al modello precedente.
L'iPad (sesta generazione) è disponibile con opzioni di archiviazione da 32 e 128 gigabyte ed è stato presentato al keynote del 2017.

## Accessori

### Penne digitali compatibili
- 2015: Apple Pencil 1ª generazione[3]
- 2019: Logitech Crayon[4]